# Національні моделі ринкової економіки
Національна модель ринкової економіки — економічна система господарювання країн з ринковою економікою. Історично поділяється на традиційні (з домінуванням контролю держави) та ліберальні (зі зменшенням ролі держави) моделі. До країн, де переважає перша, відносять зокрема Японію та Німеччину, до других англосаксів та Францію. Традиційні моделі ліпше забезпечують інтереси нації у той час, як ліберальні є більш оптимальними для накопичення капіталу олігархічними структурами та великими капіталовласниками, як правило у збиток населенню.

## Американська модель
Докладніше: Англосаксонська модель
Американська модель — це ліберальна ринкова модель, про яку заговорили у 1990-х роках, коли лідерство в економічному зростанні перейшло до США. Вона заснована на тому, що держава сприяє підприємницькій діяльності, збагаченню найбільш активної частини населення, на стимулюванні розвитку нової техніки й технології, найбільш перспективних і ефективних виробництв. Здійснюється розширення інформаційного і комунального секторів економіки, ріст внутрішнього попиту перевищує ріст ВНП, значно зростають інвестиції. Внаслідок часткових пільг і допомог для малозабезпечених громадянам створюється прийнятний рівень життя.
У суспільстві зростає рівень соціальної диференціації. Для цієї моделі характерний високий рівень продуктивності праці й важливість досягнення особистого успіху. Держава підтримує стабільну кон'юнктуру та економічну рівновагу. Серед всіх інших моделей вона вважається найефективнішою.

## Скандинавська модель
Скандинавська модель (Швеція, Норвегія, Фінляндія) — колективістсько-універсалістська модель соціально-економічного розвитку на основі приватної власності й ринку. В ній економіки має соціальний аспект, який передбачає вирівнювання рівня життя населення шляхом використання результатів приватно-капіталістичного підприємництва й економічного зростання. Держава активно втручається в економіку в дусі кейнсіанських рецептів, встановлює високі ставки оподаткування. Доходи розподіляються на користь малозабезпечених громадян і розповсюджених різноманітних «вільних асоціацій».
Ця модель у 1960—1980 рр. була характерна для скандинавських країн, і в першу чергу Швеції, і тому отримала таку назву. Вона дозволила у ці роки скандинавським країнам досягти найвищих, серед інших розвинених країн, показників соціалізації економіки, зокрема у розподілі ВВП на соціальних витрат держави, за ступенем рівномірності в розподілі доходів, зближенню рівнів оплати праці, зниженням кількості осіб, які перебувають нижче офіційної риски бідності.
Проте ця модель почала знижувати свою ефективність уже в першій половині 1980-х років, коли стала розпадатися централізована система колективно-договірного регулювання, до мінімуму зменшився вплив держави в царині формування заробітної плати. Темпи економічного зростання стали різко падати.
Виникає необхідність вдосконалення скандинавської моделі — лібералізації економіки, перегляду стратегії розвитку, дерегулювання, приватизації і посилення ролі ринку.

## Саксонська модель
Докладніше: Німецька модель
Саксонська (німецька) модель — модель соціально ринкового господарювання, яка ґрунтується на наданні всім формам господарства (великим, середнім, дрібним) можливості стало розвиватися й успішно конкурувати між собою. Держава приділяє особливу увагу розвитку дрібних і середніх високотехнологічних підприємств, фермерських господарств. Для подолання негативного впливу ринку і капіталу створюється особлива інфраструктура, яка стимулює конкуренцію.

## Японська модель
Див. також: Соціалізм з китайською специфікою
Японська модель — модель регульованого корпоративного капіталізму. Для неї характерний дуже високий рівень розвитку національної самосвідомості, переважання інтересів нації над інтересами конкретної людини. Корпоративні принципи, ідеї і символи панують як на мікроекономічному, так і макроекономічному рівнях. Держава визначає і створює сприятливі умови для господарської діяльності найбільш перспективних галузей економіки. Малий і середній бізнес спеціально не стимулюються, але й перешкод для їх розвитку не робиться. Прискорення промислового зростання Японії у 1950—1960 роки також було пов'язане імпортуванням нових технологій, нарощуванням обсягів праці й капіталу, що застосовувалися, відносно низькими витратами на виробництво продукції. Рівень заробітної плати й, відповідно, рівень життя населення в цей період суттєво відставав від росту продуктивності праці.
У кінці 1990-х років в Японії частіше почали виникати кризові ситуації. Під впливом американської моделі господарювання відбувається лібералізація економіки, падає рівень внутрішньокорпоративного духу. Одним із результатів цього є суттєве наближення рівня життя людей до найбільш розвинених країн Європи.

## Слов'янська модель
В останні роки почали говорити про «слов'янську» модель економічного розвитку, маючи на увазі Україну і Росію. Характерними рисами цієї моделі є те, що зберігається високий рівень державної власності навіть і після приватизації, особливо у важливих галузях народного господарства. Малий і середній приватний бізнес дає порівняно невеликий вклад в економіку. Зберігається тісний зв'язок політичної влади й власності. Проходить постійний перерозподіл прав власності без участі економічних чинників.
Існує перевага фінансового капіталу над промисловим. Перехід до ринкових відносин в різних галузях економіки проходить нерівномірно. Якщо грошово-кредитна сфера розвивається в напрямку розвинених ринкових країн, то в сільському господарстві, в основному, зберігаються колишні, застарілі форми організації виробництва.
Характерний високий рівень криміналізації економічного життя, корумпованості, неповага до закону і недовіра до будь-якої влади. Приховується частина виробництва і заробітної плати, завищені матеріальні витрати та ціни державних закупівель, держава повертає ПДВ за фіктивні продажі як усередині країни, так і на експорт, ПДВ повертається не вчасно або не повною мірою, підприємства виплачують хабарі чиновникам.
Значна частина населення схильна до державного патерналізму (визнання значної ролі держави в перерозподілі доходів населення) і суспільних форм привласнення (безплатної освіти, медичного обслуговування тощо).